# Мицудзи, Сэн
Сэн Мицудзи (англ. Sen Mitsuji; род. 26 ноября 1987 года, Сидней) — австралийско-японский актёр и модель.

## Биография
Родился 26 ноября 1987 года в Сиднее. Отец — японец, мать — австралийка. Сэн окончил Сиднейскую среднюю школу для мальчиков, после чего переехал в Токио и начал карьеру модели. Работал в агентствах Be Natural Models (Токио), Bananas Models (Париж), Ford Models (Нью-Йорк).
Актёрский дебют Сэна состоялся в 2018 году, когда он сыграл роль Шуна Кензаки в основном составе научно-фантастического сериала «Происхождение».
В 2019 году сыграл повторяющуюся роль Тору Кидо в четвёртом сезоне сериала «Человек в высоком замке».
В 2020 году сыграл повторяющуюся роль Танаседы Юкиты во втором сезоне научно-фантастического сериала «Видоизменённый углерод» и роль Генри Фостера в основном составе сериала «Дивный новый мир».

## Фильмография
| Год  |   | Русское название        | Оригинальное название      | Роль           |
| ---- | - | ----------------------- | -------------------------- | -------------- |
| 2018 | с | Происхождение           | Origin                     | Шун Кендзаки   |
| 2019 | с | Человек в высоком замке | The Man in the High Castle | Тору Кидо      |
| 2020 | с | Видоизменённый углерод  | Altered Carbon             | Танаседа Юкита |
| 2020 | с | Дивный новый мир        | Brave New World            | Генри Фостер   |